# Wieżyca (Dolina Bobru)

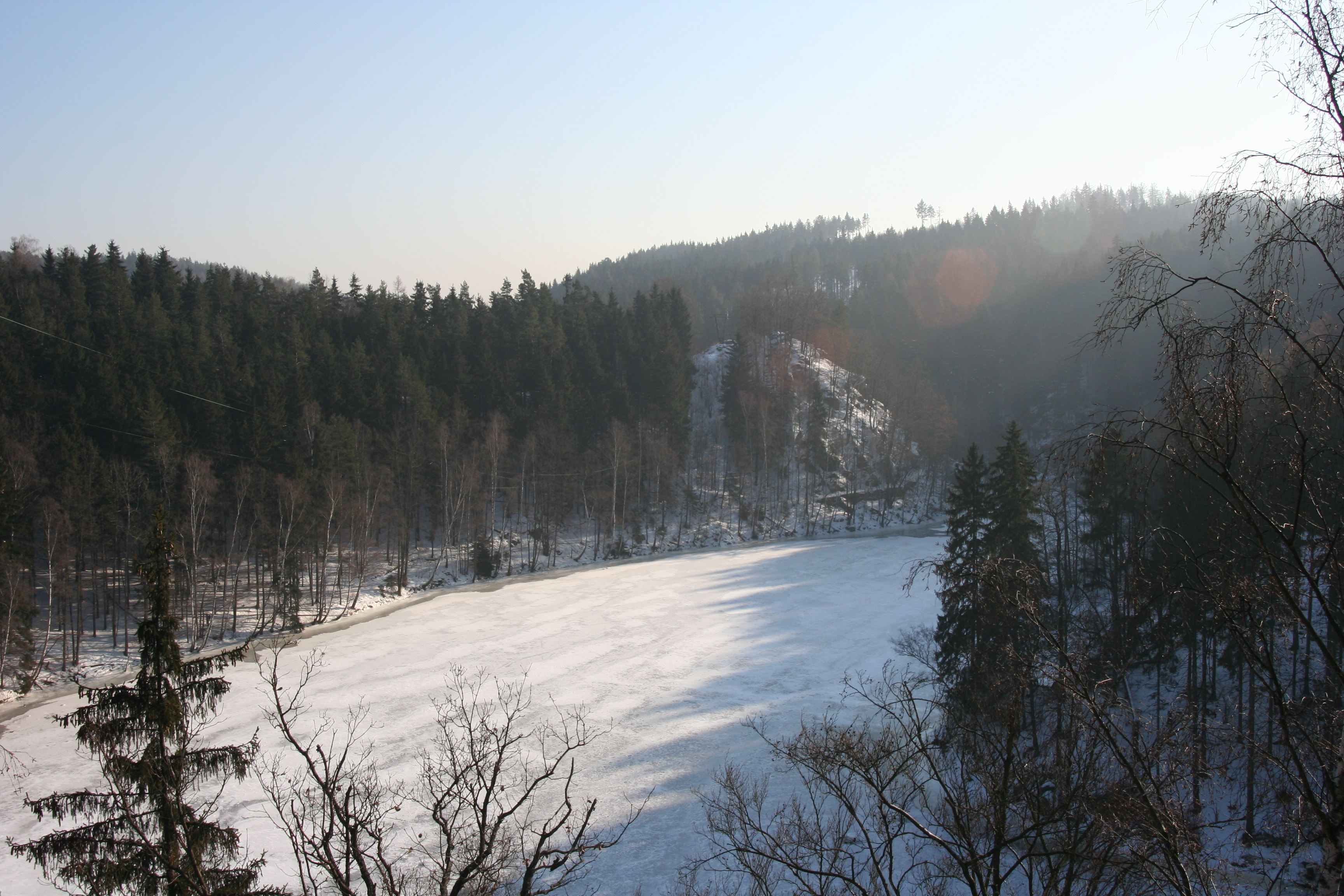
Widok z Wieżycy na Jezioro Modre i rzekę Bóbr.

Wieżyca (niem. Turm Stein) – wzgórze o wysokości około 370 m n.p.m. położone na terenie Parku Krajobrazowego Doliny Bobru, nad Jeziorem Modrym. Do brzegów jeziora opada stromym urwiskiem skalnym o wysokości ok. 40 m. Do podnóża góry dochodzi most przewieszony przez Jezioro Modre od Schroniska PTTK „Perła Zachodu”. Ze szczytu wzniesienia roztacza się malowniczy widok na jezioro.

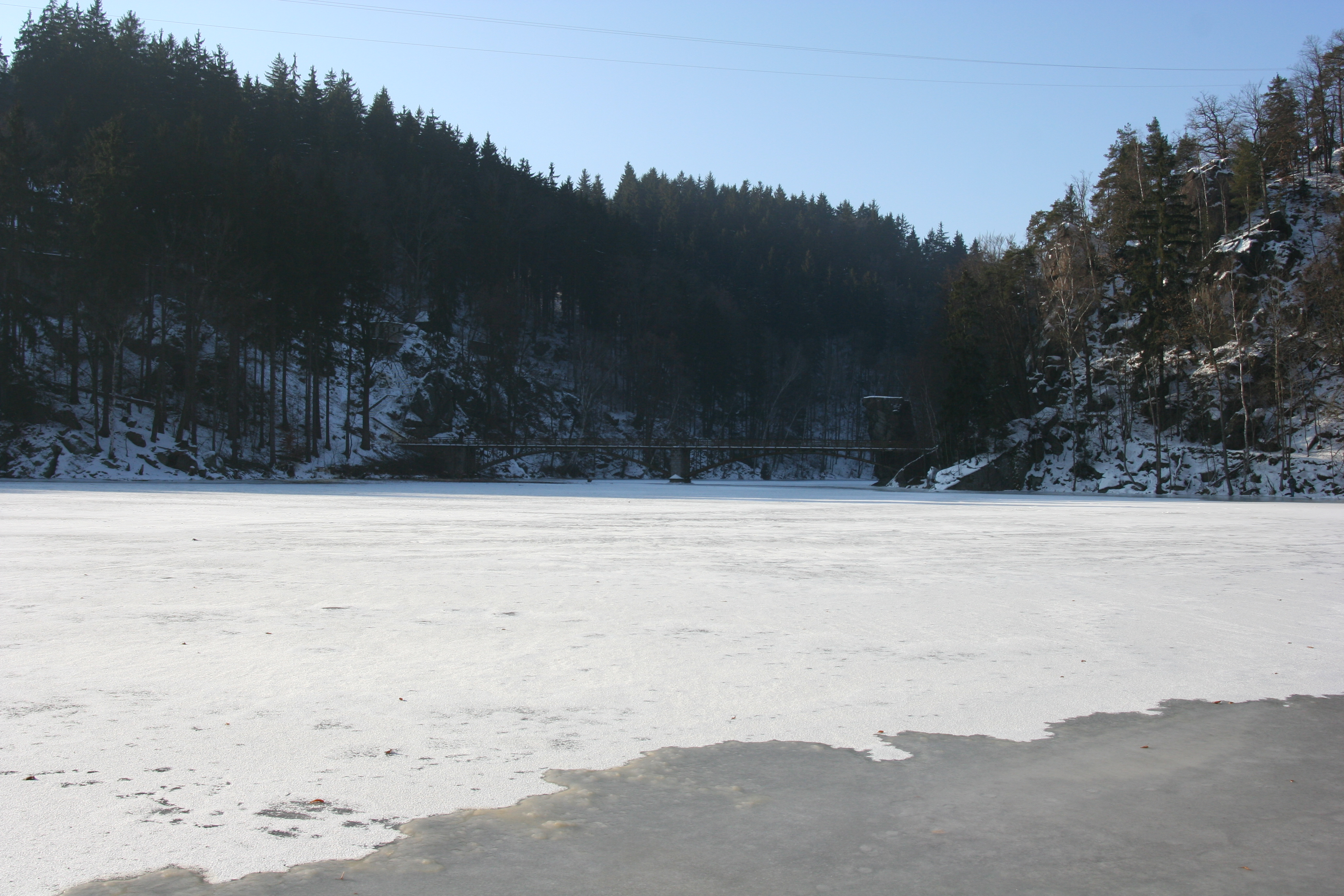
Kładka przewieszona nad zamarzniętym Jeziorem Modrym w okolicy schroniska „Perła Zachodu” – po prawej stronie fragment wzgórza Wieżyca